# Prainha de São Pedro Pescador (Sergipe)
A Prainha de São Pedro Pescador é uma praia em Sergipe de água doce, que margeia o Rio Cotinguiba no município de Nossa Senhora do Socorro, região da Grande Aracaju.